# Alois Reiser
 (mars 2019).
Si vous disposez d'ouvrages ou d'articles de référence ou si vous connaissez des sites web de qualité traitant du thème abordé ici, merci de compléter l'article en donnant les références utiles à sa vérifiabilité et en les liant à la section « Notes et références ».
Œuvres principales
- Gobi, opéra (1912)
- Concerto pour violoncelle op. 14 (1916)
- Quatuor à cordes op. 16 (1916)
- L'Arche de Noé, musique de film (1928)
- Erewhon, poème symphonique (1931)

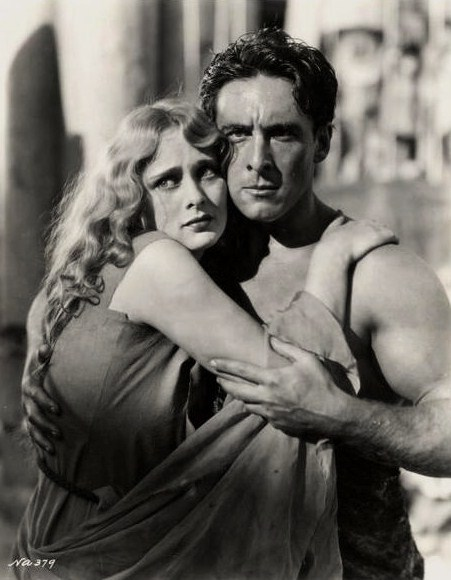
L'Arche de Noé (1928, photo promotionnelle) : Dolores Costello et George O'Brien

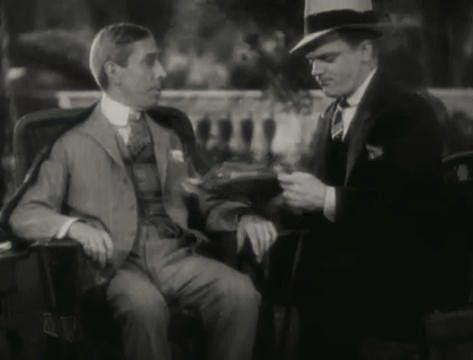
Le Millionnaire (1931) : George Arliss et James Cagney

Alois Reiser est un compositeur, violoncelliste et chef d'orchestre américain d'origine tchécoslovaque, né le 6 avril 1884 à Prague (Royaume de Bohême, Autriche-Hongrie), mort le 4 juillet 1977 à Los Angeles (Californie).

## Biographie
Au Conservatoire de Prague, jusqu'en 1903, Alois Reiser étudie le violoncelle avec Jan Burian (1877-1942) et la composition avec Antonín Dvořák (1841-1904). Après des débuts en Europe comme violoncelliste, il poursuit sa carrière aux États-Unis de 1904 à 1909, entre autres au sein du Bohemian Trio (formation de trio avec piano) et comme violoncelliste à l'orchestre symphonique de New York et à l'orchestre symphonique de Pittsburgh. Puis, de retour dans sa ville natale, il est en particulier chef d'orchestre à l'Opéra de Prague.
En 1914, peu avant le déclenchement de la Première Guerre mondiale, il revient aux États-Unis où il s'installe définitivement (plus tard — date à préciser —, il sera naturalisé américain). De 1918 à 1929, il est chef d'orchestre au Strand Theatre (en) de New York (Broadway).
Comme compositeur de musique classique, on lui doit notamment deux quatuors à cordes, deux trios avec piano, deux concertos pour violoncelle, deux poèmes symphoniques et un opéra (à noter qu'il devient membre de l'ASCAP en 1942).
De plus, sollicité par Hollywood, Alois Reiser est l'auteur de musiques (le plus souvent sans être crédité) pour une trentaine de films américains jusqu'en 1938, le premier étant L'Arche de Noé de Michael Curtiz (avec George O'Brien et Dolores Costello), sorti en 1928. Citons également Her Private Life d'Alexander Korda (1929, avec Billie Dove et Walter Pidgeon), Le Millionnaire de John G. Adolfi (1931, avec George Arliss et James Cagney) et Caravan d'Erik Charell (1934, avec Charles Boyer et Loretta Young).

## Compositions classiques (sélection)
- 1907 : A Summer Evening, poème symphonique op. 8
- 1908 : Danse caprice (titre original) pour violon et piano op. 10 n° 1
- 1910 : Trio avec piano n° 1 en mi majeur
- 1912 : Gobi, opéra (créé en 1923 à New York)
- 1916 : Concerto n° 1 pour violoncelle et orchestre op. 14 ; Quatuor à cordes n° 1 en mi mineur op. 16 (créé en 1918 au Festival de Berkshire à Pittsfield ; publié en 1920)
- 1918 : Little Coquette et Sérénade espagnole (titre original), deux pièces pour piano (publiées en 1921)
- 1926 : From Mount Rainier, pour orchestre
- 1927 : Rhapsodie slave pour orchestre (créée en 1931 à Los Angeles)
- 1930 : Quatuor à cordes n° 2 en ut majeur
- 1931 : Trio avec piano n° 2 en fa majeur ; Erewhon, poème symphonique (créé en 1936)
- 1933 : Concerto n° 2 pour violoncelle et orchestre (créé à Los Angeles la même année)

## Filmographie partielle

### Comme compositeur
- 1928 : L'Arche de Noé (Noah's Ark) de Michael Curtiz
- 1929 : Saturday's Children de Gregory La Cava
- 1929 : No Defense de Lloyd Bacon
- 1929 : From Headquarters (en) d'Howard Bretherton
- 1929 : Gold Diggers of Broadway de Roy Del Ruth
- 1929 : Two Weeks Off de William Beaudine
- 1929 : The Gamblers de Michael Curtiz
- 1929 : Careers de John Francis Dillon
- 1929 : Her Private Life d'Alexander Korda
- 1929 : L'Île des navires perdus (The Isle of Lost Ships) d'Irvin Willat
- 1929 : Footlights and Fools de William A. Seiter
- 1929 : Honky Tonk de Lloyd Bacon
- 1930 : No, No, Nanette de Clarence G. Badger
- 1930 : In the Next Room d'Edward F. Cline
- 1930 : Loose Ankles de Ted Wilde
- 1930 : The Flirting Widow de William A. Seiter
- 1930 : The Office Wife de Lloyd Bacon
- 1930 : Big Boy (en) d'Alan Crosland
- 1931 : Le Millionnaire (The Millionaire) de John G. Adolfi
- 1931 : The Right of Way de Frank Lloyd
- 1931 : The Star Witness de William A. Wellman
- 1931 : The Lady Who Dared de William Beaudine
- 1933 : The Man Who Dared de Hamilton MacFadden
- 1934 : Cœur de tzigane (Caravan) d'Erik Charell (non crédité)
- 1938 : La Baronne et son valet (The Baroness and the Butler) de Walter Lang
- 1938 : Man's Paradise de Leon Shamroy (documentaire ; + direction musicale)